# Liste des évêques de San Marco Argentano-Scalea
Cette liste recense les évêques qui se sont succédé sur le siège du diocèse de San Marco. En 1818, il est uni aeque principaliter au diocèse de Bisignano. La ville prend en 1862 le nom de San Marco Argentano. En 1979, Jean-Paul II met fin à l'union avec Bisignano et le territoire de l'archidiaconé de Scalea appartenant au diocèse de Cassano allo Ionio est uni au diocèse qui prend le nom de diocèse de San Marco Argentano-Scalea.

## Évêques de San Marco
- Godoino (mentionné en 1087)
- Guglielmo (mentionné en 1157)
- Ruben (1171-1183)
- Unfredo (1195-1199)
- Nicola (mentionné élu en 1206)
- Andrea (1216-1236)
- Anonyme (mentionné en 1240)
- Marco (? -1256), nommé évêque de Policastro
- Fabiano (1256-1258)
- Anonyme (mentionné en 1267)
- Mirabello (1269- vers 1275)
- Pietro da Morano, O.F.M (1275- ?)
- Francesco Taverna, O.F.M (? -1278/1280)
- Marco Mirabello (1281-1286), nommé évêque de Sorrente
- Manfredo (1287-1321)
- Tommaso, O.Cist (1323-1348)
- Bertuccio (1348-1349)
- Giovanni (1349-1355)
- Nicola (1374- ?)
  - Pietro Roncella (1379- ?) (antiévêque)
- Filippo da Ligorio (1380-1384)
- Tommaso de Mari (mentionné en 1397)
- Domenico da Sora, O.F.M (1399-1400)
- Mainerio, O.S.B (1400-1404)
- Ludovico Embriaco dei Brancaccio, O.S.B (1404-1435)
- Antonio Calà Genovisio (1435-1446), nommé évêque de Martirano (it)
- Goffredo de Castro (1446-1484)
- Quintilio de Zenone (1484-1514)
- Luigi de Amato (1515-1530)
- Coriolano Martirano (1530-1557)
- Giovanni Antonio della Tolfa (1557-1562)
- Pietro della Tolfa (1562-1562)
- Fabrizio Landriano (1562-1566)
- Guglielmo Sirleto (1566-1568), nommé évêque de Squillace
- Organtino Scaroli (1569-1572)
- Ippolito Bosco (1572-1576), nommé évêque de Foligno
- Matteo Guerra (1576-1578)
- Giovanni Antonio Grignetta (1578-1585)
- Marco Antonio del Tufo (1585-1585), nommé évêque de évêque de Mileto
- Francesco Antonio d'Affitto (1585-1586)
- Antonio Migliori (1586-1591)
- Ludovico Alferio (1591-1594)
- Giovanni Girolamo Pisano (1594-1602)
- Aurelio Novarini, O.F.M.Conv (1602-1606)
- Giovanni Vincenzo Consacco (1607-1613)
- Gabriele Nari, O.P (1613-1623)
- Giovan Battista Indelli (1624-1629)
- Consalvo Caputo (1630-1633), nommé évêque de Catanzaro
- Defendente Brusati (1633-1647)
- Giacinto Ceolo, O.P (1648-1649)
  - Siège vacant (1649-1652)
- Teodoro Fantoni, C.R.L (1652-1684)
- Antonio Papa (1685-1687)
- Pietro Antonio d'Alessandro (1688-1693)
- Francesco Maria Federico Carafa (1694-1704), nommé évêque de Nole
- Matteo Gennaro Sibilia (1704-1709)
  - Siège vacant (1709-1718)
- Bernardo Cavaliere, C.R (1718-1728)
- Alessandro Magno, O.Cist (1728-1745)
- Marcello Sacchi (1745-1746)
- Nicola Brescia (1747-1768)
- Baldassarre de Moncada (1768-1789)
  - Siège vacant (1789-1797)
- Reginaldo Coppola, O.P (1797-1810)
  - Siège vacant (1810-1819)

## Évêque de San Marco Argentano et Bisignano
- Pasquale Mazzei (1819-1823)
- Felice Greco (1824-1840)
- Mariano Marsico (1842-1846)
  - Siège vacant (1846-1849)
- Livio Parladore (1849-1888)
- Stanislao Maria de Luca (1888-1894), nommé évêque de San Severo
- Luigi Pugliese (1895-1896), nommé évêque d'Ugento
- Carlo Vincenzo Ricotta (1896-1909)
- Salvatore Scanu (1909-1932)
- Demetrio Moscato (1932-1945), nommé archevêque de Salerne
- Michele Rateni (1945-1953)
- Agostino Ernesto Castrillo, O.F.M (1953-1955)
- Luigi Rinaldi (1956-1977)

## Évêques de San Marco Argentano-Scalea
- Augusto Lauro (1979-1999)
- Domenico Crusco (1999-2011)
- Leonardo Bonanno (2011-2022)
- Stefano Rega (2022- )

## Sources
- « Diocese of San Marco Argentano-Scalea », sur catholic-hierarchy.org